# Гавриїл Могила

Герб Могила

Гавриїл Могила (рум. Gavril Movilă, пол. Gabriel Mohyła) гербу Могила, господар Валахії у роках 1616, 1618-1620, син господаря Молдавії, Валахії Симеона Могили, брат господаря Молдавії Мойсея Могили, київського митрополита Петра Могили.
Боярам у серпні 1616 року вдалось скинути Раду Михню Басараба з престолу господарів Валахії, який ненадовго зайняв Гавриїл Могила. Його у вересні скинув османський ставленик Олександр Ільяш. У травні 1618 року Гавриїлу Могилі вдалось повернути собі престол і отримати затвердження Високої Порти. Він утримував приязні стосунки з Річчю Посполитою, а у внутрішній політиці надав селянам право викупу з підданства. Влітку 1620 року розпочалась польсько-османська війна, через що османи змістили Гавриїла Могилу, знову поставивши господарем Раду Михню. Гавриїл Могила перебрався до Речі Посполитої, де прожив до смерті.